# Aphrodisium hardwickianum
Aphrodisium hardwickianum är en skalbaggsart som först beskrevs av White 1853.  Aphrodisium hardwickianum ingår i släktet Aphrodisium och familjen långhorningar.
Artens utbredningsområde är Nepal. Inga underarter finns listade i Catalogue of Life.